# Vortigern
Vortigern (Gwrtheyrn en gal·lès) fou un senyor de la guerra del segle v a Britànnia i rei dels Britons. La seva història està envoltada de llegenda, tot i això, sembla que hagi existit. Hauria convidat els saxons a establir-se a Britànnia com a mercenaris, per després veure com es rebel·laven i establien els seus propis regnes. Això li va donar una mala reputació; se'l recorda com un dels pitjors reis llegendaris de Gran Bretanya.

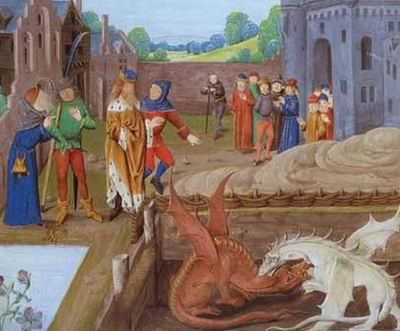
Vortigern

L'any 410 marca la fi de la presència romana a Gran Bretanya. Poc després apareix la figura de Vortigern, a principi dels anys obscurs o edat fosca. Segons les diferents fonts, fou rei de tota l'illa vers el 425, o rei dels romanobritons de Kent vers el 450.

## Etimologia
El seu nom és indiscutiblement britònic: es compon de uor-, gwr- (gran, superior) i tigern (príncep). Així doncs, el seu nom significa «gran sobirà». El mot -tigern, en britònic, no comporta necessàriament un origen reial, ni tan sols aristocràtic, vist que -tigern també apareixia als noms de gent comú irlandesa. També hi ha casos en què aquest mot sí que té una connotació reial, com ara els de Tigernach Tetbannach Mac Luchta o Tigernmas. El nom no té pas un origen romà.
Beda el menciona al segle viii, amb el nom de «Vurtigirnus». Aquesta llatinització del seu nom quatre segles després de la seva mort no és suficient per a dir que era d'origen romà, a diferència d'Ambrosi Aurelià.
Segons Godofred de Monmouth en la seva Historia regum Britanniae, Vortigern esdevingué rei després d'assassinar el fill del rei Constant III (que en realitat era coemperador), i s'alià contra els pictes del nord.
Aquesta aliança amb els Germànics li guanyà una reputació de traïdor dins el món cèltic. Fou derrocat pel seu propi poble, que posà el seu fill Vortimer (Gwerthefyr) al tron, i fugí al País de Gal·les on, segons la llegenda, trobà el mag Merlí. Més endavant, assassinà el seu fill per tal de recuperar el tron.

## Vortigern a laHistoria regum Britanniae

### L'accessió al tron
Constant I, retirat al seu convent, deixà el govern del regne a Vortigern, present en totes les decisions. Aleshores, Vortigern pensava a arribar al tron. Tots els pretendents eren massa joves per a regnar. Així doncs, començà a apropiar-se dels tresors reials, així com de les ciutats fortificades, sota el pretext d'afrontar les amenaces estrangeres (els pictes, aliats dels danesos i noruecs), i hi situà els seus homes. Feu venir els pictes d'Escòcia i els situà a prop del rei, tractant-los amb sumptuositat. Aconseguí convèncer els pictes que ell seria un rei millor que Constant. Els pictes assassinaren Constant, decapitant-lo i presentant el seu cap a Vortigern, que fingí dolor i feu castigar els assassins.

### El desembarcament dels saxons
Vortigern esdevingué rei i sotmeté els senyors del regne. Però es descobrí el seu engany i els pictes formaren una coalició al regne d'Alba.
Un exèrcit estranger encapçalat pels germans Hengist i Horsa desembarcà a Kent. Vortigern els pregà de reunir-se amb ell al seu refugi de Dorobernia (actualment Canterbury). Hengist li feu saber que venien de Saxònia, a la Germània, d'on n'havien estat expulsats seguint el costum pels casos de sobrepoblació. El rei els interrogà quant a la seva religió i després els proposà una aliança: a canvi del seu ajut, ell els oferia una fortuna. Els saxons acceptaren l'oferta i s'instal·laren a la cort del rei. Els pictes envaïren el regne i n'arrasaren les terres septentrionals. Vortigern i els seus guerrers s'hi enfrontaren en una batalla terrorífica; amb l'ajuda decisiva dels saxons, els pictes foren derrotats i fugiren.

### L'aliança matrimonial
Conforme amb la seva promesa, el rei donà terres a Hengist perquè aquest pogués recompensar els seus guerrers. Tenint en compte els perills que amenaçaven el regne, el saxó proposà fer venir altres guerrers de Germània. El rei acceptà i li concedí el dret de construir una fortalesa, el Castrum Corrigiae.
Arribaren divuit naus plenes de guerrers saxons de Germània. Rowena, la formosa filla d'Hengist, també arribà a Gran Bretanya. El saxó convidà el rei a la seva nova residència, i Vortigern s'enamorà immediatament de la noia. S'hi casà la nit següent a canvi del territori de Kent. Aquest casament no plagué els altres senyors, ni tres dels seus primers fills, Vortimer, Catigern i Pascent.

### La fi del regnat
Hengist demanà a Vortigern que permetés venir el seu fill Octa i el seu cosí Ebissa, perquè poguessin defensar les terres properes a Escòcia. Aquesta vegada arribaren tres-cents vaixells saxons a Gran Bretanya. L'ajut d'aquest potent exèrcit saxó ajudà el rei a derrotar els seus enemics. Però els britons demanaren a Vortigern que es desfés dels aliats saxons que atemorien la població. Davant d'aquestes reticències, Vortigern veié com li retiraven la sobirania i el seu fill Vortimer era proclamat rei. Vortimer atacà els saxons, que foren derrotats en quatre ocasions i tornaren a Germània.
El nou rei confiscà i repartí els béns dels saxons entre els seus súbdits. Enverinat per Rowena de Cantia, l'antiga reina, fou enterrat a la ciutat de Trinovantum (actualment Londres).
Vortigern recuperà aleshores el seu lloc al tron i descobrí que Hengist es trobava a Germània, preparant un retorn a l'illa amb tres-cents mil soldats. La por d'una nova invasió saxona i la camàndula d'Hengist Cantia provocà una reunió a Ambrius.
Durant aquesta conferència, en què suposadament s'havia de parlar de pau, Hengist capturà Vortigern i els saxons degollaren 460 senyors britons, que foren enterrats a Kaercaradoc (actualment Salisbury).
Després tingué lloc una batalla entre ambdós bàndols, en què els saxons s'erigiren com a vencedors, però no sense rebre molts baixes. Vortigern fou retingut com a ostatge - se li perdonà la vida i li fou concedida la llibertat a canvi de l'ocupació del seu regne. Moltes ciutats foren arrasades i els seus habitants massacrats. El rei es refugià a Càmbria.